# Samaná (província)
Samaná é uma província da República Dominicana. Sua capital é a cidade de Santa Barbara.

## Demografia
A população de Samana é de quase 92 mil pessoas.

### Etnias
- 25% de negros
- 65% mulato ou mestiço
- 10% de brancos